# Saint-Marc-du-Cor
Saint-Marc-du-Cor település Franciaországban, Loir-et-Cher megyében. Lakosainak száma 183 fő (2022. január 1.). Saint-Marc-du-Cor Beauchêne, La Chapelle-Vicomtesse, Choue, Romilly és Le Temple községekkel határos.

## Népesség
A település népessége az elmúlt években az alábbi módon változott:
| Lakosok száma | 254  | 206  | 195  | 183  | 185  | 186  | 183  | 180  | 178  | 183  |
|               | 1968 | 1982 | 1990 | 2006 | 2013 | 2015 | 2017 | 2019 | 2020 | 2022 |